# Blood on the Dance Floor: HIStory in the Mix
Blood on the Dance Floor: HIStory in the Mix je remiks album američkog glazbenika Michaela Jacksona, kojeg 1997. godine objavljuje diskografska kuća Epic.
Materijal na albumu sastavljen je od osam remiksanih skladbi s Jacksonovog prethodno objavljenog albuma HIStory i pet novih skladbi. Jackson je bio producent na novom materijalu, dok su remiks napravili drugi glazbenici. Novi materijal bavi se temama kao što su narkomanija, žene i paranoja.
Album je imao vrlo slabu promociju, pogotovo u Sjedinjenim Državama. Dva singla "Blood on the Dance Floor" i "HIStory/Ghosts", objavljena su širom svijeta. Recenzije su u trenutku objavljivanja albuma bile vrlo mješovite, neki su kritičari govorili o već preslušanim glazbenim temama, dok su drugi obraćali pažnju na slabi vokal. Ostali su davali vrlo povoljne kritike uspoređujući njegovu glazbu s Marilynom Mansonom i Trentom Reznorom.
Diljem svijeta album se prodao u jedanaest milijuna primjeraka do 2009. godine, što ga čini najprodavaniji remiks album ikada objavljenim. Spot za skladbu "Ghosts" traje više od 35 minuta i trenutno je najduži glazbeni video uradak na svijetu. Album je Jackson posvetio Eltonu Johnu koji mu je puno pomogao u odvikavanju od lijekova za smirenje.

## Popis pjesama
| Br. | Skladba                                        | Autor                                                | Trajanje |
| --- | ---------------------------------------------- | ---------------------------------------------------- | -------- |
| 1.  | »Blood on the Dance Floor«                     | Michael Jackson, Teddy Riley                         | 4:14     |
| 2.  | »Morphine«                                     | M. Jackson                                           | 6:26     |
| 3.  | »Superfly Sister«                              | M. Jackson, Bryan Loren                              | 6:27     |
| 4.  | »HIStory/Ghosts«                               | M. Jackson, T. Riley                                 | 5:13     |
| 5.  | »Is It Scary«                                  | M. Jackson, James Harris III, Terry Lewis            | 5:35     |
| 6.  | »Scream Louder (Flyte Tyme Remix)«             | M. Jackson, Janet Jackson, J. Harris III, T. Lewis   | 5:27     |
| 7.  | »Money (Fire Island Radio Edit)«               | M. Jackson                                           | 4:22     |
| 8.  | »2 Bad (Refugee Camp Mix)«                     | M. Jackson, Bruce Swedien, René Moore, Dallas Austin | 3:32     |
| 9.  | »Stranger in Moscow (Tee's In-House Club Mix)« | M. Jackson                                           | 6:55     |
| 10. | »This Time Around (D.M. Radio Mix)«            | M. Jackson, D. Austin                                | 4:05     |
| 11. | »Earth Song (Hani's Club Experience)«          | M. Jackson                                           | 7:55     |
| 12. | »You Are Not Alone (Classic Club Mix)«         | R. Kelly                                             | 7:38     |
| 13. | »HIStory/Ghosts (Tony Moran's HIStory Lesson)« | M. Jackson, J. Harris III, T. Lewis                  | 8:00     |

### Dvostruki LP
Dvostruka vinili verzija of Floor ja malo drugačija, jer sadrži dva različita miksa
Strana A
1. Blood On the Dance Floor - 4:13
2. Morphine - 6:27
3. Superfly Sister - 6:27

Strana B
1. Ghosts - 5:08
2. Is It Scary - 5:35
3. Scream Louder (Flyte Tyme Remix) - 5:30
4. Money (Fire Island Radio Edit) - 4:23

Strana C
1. 2 Bad (Refugee Camp Mix) - 3:32
2. Stranger In Moscow (Tee's In-House Club Mix) - 6:53
3. This Time Around (D.M. Club Mix) - 10:23

Strana D
1. Earth Song (Hani's Club Experience) - 7:55
2. You Are Not Alone (Classic Club Edit) - 4:59
3. HIStory (Tony Moran's HIStory Lesson) - 8:00

## Vanjske poveznice
- Allmusic - Recenzija albuma